# Haplotrichum medium
Haplotrichum medium är en svampart som först beskrevs av Hol.-Jech., och fick sitt nu gällande namn av Hol.-Jech. 1976. Haplotrichum medium ingår i släktet Haplotrichum och familjen Botryobasidiaceae.   Inga underarter finns listade i Catalogue of Life.